# Шмит (Айфель)
Шмит (нем. Schmitt) — община в Германии, в земле Рейнланд-Пфальц.
Входит в состав района Кохем-Целль. Подчиняется управлению Ульмен. Население составляет 140 человек (на 31 декабря 2010 года). Занимает площадь 2,71 км².